# Antonio Mazzolani
Antonio Mazzolani (Ruina, 26 dicembre 1819 – Ferrara, 1900) è stato un compositore italiano.

## Biografia
Esponente della corrente tardobarocca, studiò pianoforte con il padre, che da cembalista e organista gli trasmise la passione per la musica, per poi completare l'approfondimento delle conoscenze musicali a Ferrara e Lucca.
In seguito si dedicò all'insegnamento e alla composizione. Si ricordano le opere liriche:
- Il tradimento
- Gismonda (1852)
- Enrico di Charlis (1876)[2]

Il figlio Mario (1877-1944), emigrato in Belgio, è ricordato come poeta.